# D'Artagnan og de tre musketerer
D'Artagnan og de tre musketerer (russisk: Д'Артаньян и три мушкетёра, translit.: D'Artanjan i tri musjketjora) er en musicalfilm i en miniserie i tre dele produceret i Sovjetunionen og sendt første gang i 1978. Miniferien er instrueret af Georgij Jungvald-Khilkevitj. Miniserien er baseret på Alexandre Dumas' roman fra 1844 De tre musketerer.
Filmens hovedrolle som D'Artagnan spilles af Mikhail Bojarskij
Miniserien og dens mange sange blev særdeles populære i Sovjetunionen i slutningen af 1970'erne og i begyndelsen af 1980'erne og anses i dag som en klassiker.